# Kelle Ndongond
Kelle Ndongond est un village de la région du Centre du Cameroun. Il est localisé dans l'arrondissement (commune) de Messondo.

## Population et société
En 1963, la population était de 531 habitants. Kelle Ndongond comptait 605 habitants lors du dernier recensement de 2005. La population est constituée pour l’essentiel de Bassa.
En 2015, le village disposait d'un forage et d'une école primaire. L’école du village a une quinzaine d'élèves. Sur le plan religieux, le village dispose d'une église catholique et d'un temple protestant. Sur le plan des transports, en moyenne, trois voitures et une dizaine de motos arrivent dans le village par jour. Le village ne dispose pas de réseau internet, d'un réseau d'adduction en eau courante, de réseau téléphonique (à moins d'aller sur la colline) et de commerce.